# X-COM
X-COM es una saga de videojuegos de estrategia fundada por Julian Gollop de Mythos Games para MicroProse. Puede considerarse una secuela de un juego anterior de Gollop llamado Laser Squad.
Casi todos combinan una fase táctica (la más destacada), normalmente por turnos, con otra estratégica en tiempo real. Poseen una ambientación de ciencia ficción en la que se lucha contra unos alienígenas invasores.

## Descripción
Toda la saga X-COM basa su argumento en los esfuerzos de la humanidad por rechazar una repentina invasión alienígena. Motivo por el que se crea la fuerza internacional X-COM.
El juego tiene dos vertientes que se alternan a lo largo del juego:

### Vertiente estratégica
En la vertiente estratégica, el jugador debe crear y administrar bases de operaciones. Para ello dispone de todo el globo terráqueo. La posición de las bases dentro de éste determina la efectividad de X-COM a la hora de rechazar ataques alienígenas. El modo estratégico se desarrolla en tiempo real. Si bien, es posible controlar la velocidad a la que transcurre el tiempo
X-COM se financia gracias a las aportaciones de un conjunto importante de países. Las actuaciones de X-COM dentro de sus territorios determina las decisiones de cada país:
- Aumentar los fondos.
- Mantener los fondos.
- Retirar los fondos y aliarse con los alienígenas.

El dinero se utiliza para adquirir materiales, personal e instalaciones. Así como sufragar sus gastos de mantenimiento. El balance se establece mensualmente. Si X-COM alcanza una balance negativo, se pierde el juego. También se pierde, si todas las naciones retiran su apoyo a X-COM.
Cada base consta de instalaciones, personal y vehículos. Las instalaciones se construyen en una rejilla cuadriculada. Cada instalación ocupa de una a cuatro celdas. Siempre deben construirse de manera adyacente. Existe una gran multitud de instalaciones cuyo número crece a medida que avanza el juego. Se pueden agrupar en:
- Instalaciones de defensa. Evitan que la base sea atacada por los alienígenas.
- Muelles para vehículos. Albergan y reparan vehículos.
- Alojamientos. Para todo el personal civil y militar.
- Laboratorios. Permiten la investigación.
- Talleres. Permiten la fabricación de equipamiento.
- Almacenes. Contienen los materiales y el equipamiento.
- Otros: calabozos para alienígenas, salas de entrenamiento, etc.

Todas las instalaciones tienen una capacidad máxima que limita, por ejemplo, la cantidad de material almacenado, el número de personas que habitan la base, el ritmo de fabricación de equipamiento, etc. El simple hecho de tener una instalación implica un gasto de mantenimiento mensual.
El personal que puede alojar cada base es de tres tipos:
- Soldados. Ejecutan las misiones de la vertiente táctica.
- Científicos. Investigan en los laboratorios. Su número determina la velocidad de las investigaciones.
- Técnicos. Fabrican equipamiento en los talleres. Su número determina la velocidad de fabricación.

El personal se contrata de la misma manera que los suministros. Además, hay que pagarles su salario mensualmente.
Todos los soldados se manejan individualmente, incluso es posible cambiarles el nombre. Estos tienen una serie de atributos que mejoran con su experiencia en el campo de batalla: fuerza, puntería, liderazgo, velocidad, etc. También tienen un rango militar. Cada soldado es equipado individualmente con armas, armadura y otros artefactos.
Los vehículos son imprescindibles en el juego. Son de dos tipos:
- Interceptores. Pueden destruir o derribar naves alienígenas.
- Transportes. Llevan soldados a un lugar de conflicto, lo que inicia una misión táctica.

Todos los vehículos tienen una capacidad máxima en armamento, combustible y espacio de carga.
Naturalmente, también tienen gastos de mantenimiento.
El armamento de las naves es configurado por el jugador, así como los soldados que llevará cada nave de transporte.
Los alienígenas también pueden dañar o destruir naves de X-COM.
Para interceptar una nave alienígena simplemente se selecciona como objetivo para un interceptor. Éste acude en su busca y cuando están suficientemente cerca comienza el combate. Los combates son muy simples y aleatorios. Consiste en un simple intercambio de disparos donde el jugador opta por una de tres estrategias:
- Mantenerse a distancia.
- Ataque con precaución.
- Fuego a discreción.

La potencia de las armas, la munición disponible, y el blindaje de cada nave determinan el resultado.
El equipamiento y los materiales son muy importantes en X-COM. El jugador debe estar pendiente de no quedarse sin suministros. Son muy variados y numerosos:
- Vehículos y tanques de apoyo para los soldados.
- Armamento y munición, para soldados e interceptores.
- Materias primas.
- Equipamiento auxiliar para los soldados. Por ejemplo, botiquines médicos.

La mayor parte del material se puede comprar, excepto las materias primas y los artefactos alienígenas. Estos deben ser recuperados acabando con éxito las misiones tácticas. Los artefactos alienígenas también pueden ser fabricados, pero no las materias primas.
Tanto el personal como el equipamiento puede ser trasladado de una base a otra siempre que exista espacio disponible en la base destino.

#### La investigación
La investigación es el aspecto más divertido de la vertiente estratégica. También es esencial para avanzar en el juego.
Los científicos se encargan de llevar a cabo uno o más investigaciones simultáneas en cada base de X-COM. Existen numerosos proyectos a investigar, no obstante, solamente es posible iniciar una investigación:
- Cuando se han investigado previamente otros proyectos relacionados.
- Cuando se dispone del objeto o alienígena a investigar.

En general existen tres tipos de investigaciones:
- Autopsias e interrogatorios alienígenas. Permiten obtener información sobre los puntos débiles de los enemigos, así como la ubicación de sus bases.
- Tecnología terrícola. Menos poderosa que la alienígena, pero se tarda poco en conseguirla.
- Tecnología alienígena. Requiere investigar numerosos artefactos y se tarda bastante en cada investigación.

El resultado de una investigación suele ser la posibilidad de fabricar y equipar un nuevo artefacto. Los artefactos alienígenas no pueden ser utilizados si no se investigan previamente. En el caso de las armas, incluye también investigar la munición.

#### La fabricación
Los técnicos pueden fabricar prácticamente cualquier artefacto terrícola o alienígena en cualquier cantidad. No obstante, el tamaño y la complejidad del artefacto determina el tiempo que se tarda en fabricar cada unidad. 
Además, la mayoría de los artefactos requieren alguna materia prima para ser fabricados. Por tanto, no se pueden fabricar indiscriminadamente.
Existen otras dos limitaciones a la fabricación: el coste y el espacio. La fabricación de cada unidad conlleva un coste económico. Además, el espacio de almacenaje se ocupa también con el material fabricado. 
Afortunadamente, es posible vender el material fabricado. Así se obtiene un beneficio económico y se libera espacio de almacenaje.

### Vertiente táctica
Las misiones de combate táctico comienzan a iniciativa del jugador, excepto los ataques a las bases de X-COM, que no pueden ser ignoradas. Si se ignora una misión táctica, puede tener consecuencias negativas en la financiación. Las misiones pueden deberse a:
- Un ataque alienígena a una instalación civil.
- Un ataque alienígena a una base de X-COM.
- Exploración de una nave alienígena en tierra (derribada o tomada por sorpresa).
- Un ataque de X-COM a una base alienígena.

Para ello, el jugador debe acudir a la zona de contacto con una nave de transporte junto con sus soldados y su equipamiento.
El escenario de combate es un territorio rectangular, con varios pisos o alturas, en perspectiva isométrica. El escenario solamente muestra aquello que está en el rango de visión de alguno de los soldados. El objetivo es matar o aturdir a todos los alienígenas. El escenario también está ocupado por personal civil.
La configuración del escenario siempre tiene que ver con la localización atacada. Por ejemplo, un ataque a la base de X-COM mostrara exactamente la base que el jugador ha construido, con cada una de sus dependencias. La exploración dependerá del tipo de nave alienígena derribada, etc.
En cada turno, los soldados (y alienígenas) disponen de un número de unidades de tiempo. Cada acción que realicen (andar, disparar, etc.) consume unidades de tiempo. No se puede realizar una acción si no hay disponibles suficientes unidades de tiempo. Una vez que el jugador ha realizado todas las acciones pertinentes, pasa el turno a los alienígenas. Las acciones de éstos permanecerán ocultas salvo aquellas que queden dentro del rango de visión de los soldados.
Éstos pueden reservarse unidades de tiempo para hacer disparos en el turno de los alienígenas, facilitando su propia defensa. Esto no es posible si no se han reservado suficientes unidades.
Las acciones disponibles son:
- Disparar. Existen tres tipos de disparo que consumen distintas cantidades de tiempo: disparo preciso, disparo normal y ráfaga (tres disparos poco precisos).
- Moverse y girarse.
- Arrodillarse. Mejora la puntería del soldado y dificulta la del enemigo.

Soldados y alienígenas pueden entrar en pánico a lo largo de la misión. Como resultado pueden soltar sus armas, echar a correr, o disparar indiscriminadamente a sus compañeros. Esto hace perder todas sus unidades de tiempo al soldado afectado durante un turno. Mantener la moral alta es esencial.
Los alienígenas tratarán de matar también a los civiles. Protegerlos forma parte de la misión, ya que influye en el resultado final. Cuando se termina la misión se obtiene una puntuación positiva o negativa en función de:
- El número de enemigos abatidos o capturados.
- El número de bajas civiles.
- El número de bajas de X-COM.
- El número de artefactos recuperados.

La puntuación obtenida influye positiva o negativamente en el apoyo de un país hacia X-COM.
Existen diferentes tipos de alienígenas. Cada uno tiene sus fortalezas y debilidades. Descubrirlas forma parte del juego. Su armamento y comportamiento es totalmente diferente en cada especie. La investigación científica (como las autopsias) ayuda a conocer al enemigo.
El escenario ofrece distintos tipos de cobertura a soldados y alienígenas. Los soldados no pueden ver a enemigos que se ocultan detrás de objetos sólidos. Por este motivo, es fácil caer en emboscadas. Todos los objetos del escenario pueden ser destruidos.

### Armamento
Los soldados cuentan con distintos tipos de armamento:
- Armamento humano convencional: pistolas, rifles, cañones automáticos con diferentes tipos de munición, etc.
- Armamento basado en tecnología alienígena: armas láser (no requieren munición), de plasma (alta potencia) y otras.
- Tanques de apoyo: se manejan como un soldado más pero no adquieren experiencia.
- Granadas: explosivas, de humo, y de proximidad.
- Lanzacohetes.
- Armas psiónicas.

También cuentan con distintos tipos de armadura y con equipamiento auxiliar:
- Botiquines.
- Cargas explosivas de demolición.
- Bengalas luminosas.
- Porras eléctricas. Permiten la captura de alienígenas vivos.
- Escáner de alienígenas.
- Sensores de movimiento.
- Etc.

## Juegos de la serie

### X-COM: UFO Defense (1994)
Primer juego de la saga creado por Julian Gollop. El juego se desarrolla en la superficie terrestre.

### X-COM: Terror from the Deep (1995)
Con frecuencia abreviado como TFTD . Secuela programada por MicroProse casi idéntica al original salvo por la ambientación sub acuática. El argumento es el siguiente: los alienígenas consiguen enviar una señal de auxilio antes de ser destruidos. Esta señal se dirigía al propio planeta Tierra, en concreto a las profundidades del océano. Allí, existe una civilización de alienígenas clonados que son despertados reclamando venganza por lo sucedido en la anterior edición. 
Los artefactos, especies alienígenas, etc. son diferentes pero completamente análogos a los existentes en la primera entrega.

### X-COM: Apocalypse (1997)
Última entrega creada por Mythos Games. El juego se desarrolla en una metrópolis futurista. Las misiones tácticas se pueden jugar por turnos o en tiempo real pausable a elección del jugador. Los países son sustituidos por un conjunto de corporaciones privadas que financian a X-COM. Estas tienen edificios en la ciudad. Además, las corporaciones hostiles también atacan los vehículos de X-COM. 
También presenta diferencias significativas en la interfaz de usuario.

### X-COM: Interceptor (1998)
Las misiones tácticas hombre a hombre son sustituidas por un simulador de combate espacial. Poco apreciado por los aficionados.

### X-COM: Email games (1999)
También llamado X-COM: First Alien Invasion. Era exclusivamente multijugador por correo electrónico. Tenía mapas tácticos en 2D vistos desde arriba, en vez de usar isométrica como sus predecesores. El servidor multijugador fue cerrado en 2001, pero la comunidad de fanes creó herramientas que permitían jugar por correo electrónico sin necesidad de dicho servidor.

### X-COM: Enforcer (2001)
Última entrega, no relacionada con las anteriores. No es un juego de estrategia sino de acción en 3D basado en el motor gráfico del Unreal.
Da un salto atrás en el tiempo, transportando al jugador a la Primera Guerra Alienígena (UFO: Defense). El protagonista es un prototipo de soldado cibernético, fruto de tecnología híbrida (mezcla del conocimiento humano y la tecnología alienígena robada), creado por un científico que fue expulsado de la X-Com y desarrolló el Enforcer (el soldado cibernético) para combatir la invasión por su cuenta.
Así, la función del Enforcer es asaltar los lugares que están bajo ataque alienígena antes de que lleguen los soldados de la X-Com. El resultado fue un producto poco atractivo para los seguidores de la saga.

### XCOM: Enemy unknown (2012)
Es una nueva versión mejorada 3D de X-Com: Enemy Unknown, en la cual además de mantener muchas cosas de las sagas anteriores agregan muchas otras cosas además de nuevas amenazas como el "SECTOID BOT" y mejoran sustancialmente los gráficos y la jugabilidad del juego agregando además un modo multijugador.
Otra de las mejoras más importantes es el hecho de poder modificar a los soldados y darles distintas nacionalidades, aparte de la importante mejora en el motor gráfico. Sin embargo, se ha limitado un poco la libertad en las decisiones, en la administración de bases, y en el tamaño de los escenarios.
Disponible para PC, PS3, Xbox 360, MAC y Linux

### The Bureau: XCOM Declassified (2013)
Reinicio y nuevo enfoque para la nueva entrega de la reputada saga Xcom, desarrollada por 2K Marin, responsables de Bioshock 2. El jugador se pone en la piel de un agente de la CIA, en la clásica historia sobre la lucha de la humanidad contra un enemigo desconocido, pero planteada desde un nuevo punto de vista, en plena guerra fría.
Disponible para PC, PS3 y Xbox 360.

### XCOM 2 (2016)
Continúa la historia de X-COM Enemy Unknown (2012) añadiendo nuevas mecánicas como el sigilo. Salió a la venta en febrero de 2016 para PC y más tarde para las diferentes plataformas de consolas PS4 y XBOX ONE.
A mediados de 2017 el juego obtuvo una expansión llamada XCOM 2 - War of the Chosen con nuevos enemigos y situaciones.

## Secuelas no oficiales
- Mythos Games trató de crear una nueva entrega más o menos basada en la saga, llamada Dreamland pero no fue terminada al cerrar la empresa por problemas económicos.

- Los derechos del Dreamland fueron comprados por Altar Interactive que creó UFO: Aftermath, lanzado en 2003; y posteriormente UFO: Aftershock, lanzado en 2005 y UFO: Afterlight en 2007.

- Julian Gollop y su hermano Nick, entre otros, fundaron una nueva empresa Codo Technologies desde la que lanzaron Laser Squad Nemesis en 2002 para PC y Rebelstar: Tactical Command en 2005 para Game Boy Advance.

- UFO: Extraterrestrials desarrollado por Chaos Concept, lanzado en mayo de 2007.

- Xenonauts una nueva versión no oficial del Xcom con gráficos actualizados en diseño pero siguiendo el estilo 2d y el estilo de juego del xcom original.

- Hay varios juegos de código abierto creados por fanes de la saga: OpenXcom, UFO2000, UFO: Alien Invasion.

- Irrational Games anunció una reedición de XCOM.

## X COM El juego de tablero
Editado por Edge en 2016, la adaptación de X COM a juego de tablero consiste en un juego cooperativo en el que los jugadores encarnan a diferentes personajes del equipo X COM tales como el jefe de científicos, el jefe militar, etc., y buscan derrotar a una invasión alienígena que es manejada por una aplicación digital que indica a los jugadores las acciones del bando invasor.  